# 第61回カンヌ国際映画祭
第61回カンヌ国際映画祭（だい61かいカンヌこくさいえいがさい）は、2008年5月14日 - 25日に開催された。
同年のコンペティションに加え、ハリウッドメジャー作品『インディ・ジョーンズ/クリスタル・スカルの王国』、『カンフー・パンダ』がワールドプレミア上映された。イギリスのプレスは、2年連続でイギリス映画がコンペティションに選出されていない事実を特筆して報道した。

## 受賞結果
- パルム・ドール：『パリ20区、僕たちのクラス』（ローラン・カンテ）
- グランプリ：『ゴモラ』（マッテオ・ガローネ）
- 審査員賞：『イル・ディーヴォ 魔王と呼ばれた男』（パオロ・ソレンティーノ）
- 監督賞：ヌリ・ビルゲ・ジェイラン（『スリー・モンキーズ』）
- 男優賞：ベニチオ・デル・トロ（『チェ 28歳の革命 / 39歳 別れの手紙』）
- 女優賞：サンドラ・ コルベローニ（『Linha de Passe』）
- 脚本賞：ジャン＝ピエール&リュック・ダルデンヌ （『ロルナの祈り』）
- カメラ・ドール：スティーヴ・マックイーン（『HUNGER/ハンガー』）
- 第61回特別記念賞：クリント・イーストウッド(『チェンジリング』)、カトリーヌ・ドヌーヴ(『クリスマス・ストーリー』)
- ある視点賞：『トルパン』（セルゲイ・ドボルツェボイ）

## 審査員

### コンペティション部門
- ショーン・ペン - 俳優、映画監督（委員長、 アメリカ合衆国）
- マルジャン・サトラピ - 作家、映画監督 （ イラン /  フランス）
- ラシッド・ブシャール - 映画監督 （ フランス /  アルジェリア）
- セルジオ・カステリット - 俳優、映画監督 （ イラン）
- アルフォンソ・キュアロン - 映画監督 （ メキシコ）
- アレクサンドラ・マリア・ララ - 女優 （ ドイツ /  ルーマニア）
- ナタリー・ポートマン - 女優 （ イスラエル /  アメリカ合衆国）
- アピチャートポン・ウィーラセータクン - 映画監督 （ タイ）

### ある視点部門
- ファティ・アキン - 映画監督 （委員長、 トルコ /  ドイツ）

### カメラ・ドール
- ブリュノ・デュモン - 映画監督 （委員長、 フランス）

### 短篇映画/学生映画部門
- 侯孝賢 - 映画監督 （委員長、 台湾）
- オリヴィエ・アサヤス - 映画監督 （ フランス）
- スサンネ・ビア - 映画監督 （ デンマーク）
- マリナ・ハンズ - 女優 （ フランス）
- ローレンス・カーディッシュ - キュレーター （ アメリカ合衆国）

## 上映作品

### ラインナップ
|              | 題名                                           | 監督                     | 製作国         |
| ------------ | ---------------------------------------------- | ------------------------ | -------------- |
| オープニング | ブラインドネス Blindness                       | フェルナンド・メイレレス | ブラジル       |
| クロージング | トラブル・イン・ハリウッド What Just Happened? | バリー・レヴィンソン     | アメリカ合衆国 |

### コンペティション部門[3]
| 題名 原題                                 | 監督                                  | 製作国                            |
| ----------------------------------------- | ------------------------------------- | --------------------------------- |
| 四川のうた 24 City                        | ジャ・ジャンクー                      | 中国                              |
| Adoration                                 | アトム・エゴヤン                      | カナダ                            |
| ブラインドネス Blindness                  | フェルナンド・メイレレス              | ブラジル カナダ 日本              |
| チェンジリング Changeling                 | クリント・イーストウッド              | アメリカ合衆国                    |
| クリスマス・ストーリー Un conte de Noël   | アルノー・デプレシャン                | フランス                          |
| チェ 28歳の革命 / 39歳 別れの手紙 Che     | スティーヴン・ソダーバーグ            | アメリカ合衆国                    |
| Delta                                     | コーネル・ムンドルッツォ              | ハンガリー                        |
| イル・ディーヴォ 魔王と呼ばれた男 Il Divo | パオロ・ソレンティーノ                | イタリア                          |
| パリ20区、僕たちのクラス Entre les murs   | ローラン・カンテ                      | フランス                          |
| 愛の残像 La frontière de l'aube           | フィリップ・ガレル                    | フランス                          |
| ゴモラ Gomorra                            | マッテオ・ガローネ                    | イタリア                          |
| Leonera                                   | パブロ・トラペロ                      | アルゼンチン                      |
| Linha de passe                            | ウォルター・サレス ダニエラ・トマス   | ブラジル                          |
| 頭のない女 La mujer sin cabeza            | ルクレシア・マルテル                  | アルゼンチン                      |
| 私のマジック My Magic                     | エリック・クー                        | シンガポール                      |
| パレルモ・シューティング Palermo Shooting | ヴィム・ヴェンダース                  | ドイツ                            |
| Serbis                                    | ブリランテ・メンドーサ                | フィリピン                        |
| ロルナの祈り Le silence de Lorna          | ジャン＝ピエール&リュック・ダルデンヌ | ベルギー フランス イタリア ドイツ |
| 脳内ニューヨーク Synecdoche, New York     | チャーリー・カウフマン                | アメリカ合衆国                    |
| トゥー・ラバーズ Two Lovers               | ジェームズ・グレイ                    | アメリカ合衆国                    |
| スリー・モンキーズ Three Monkeys          | ヌリ・ビルゲ・ジェイラン              | トルコ                            |
| 戦場でワルツを Waltz with Bashir          | アリ・フォルマン                      | イスラエル                        |

### ある視点部門
アルファベット順。邦題がついていない場合は原題の下に英題。
| 題名 原題                                       | 監督                                                 | 製作国                           |
| ----------------------------------------------- | ---------------------------------------------------- | -------------------------------- |
| A Festa De Menina Morta (The Dead Girl's Feast) | マテウス・ナシュテルゲーレ                           | ブラジル                         |
| Afterschool                                     | アントニオ・カンポス                                 | アメリカ合衆国                   |
| De Ofrivilliga (Involuntary)                    | Robert Östlund                                       | スウェーデン                     |
| 私は見たい Je veux voir                         | ジョアナ・ハジトゥーマ カリル・ジョレイジュ          | フランス レバノン                |
| ジョニー・マッド・ドッグ Johnny Mad Dog         | ジャン＝ステファーヌ・ソヴェー                       | フランス ベルギー リベリア       |
| モダン・ライフ La Vie moderne                   | レイモン・ドゥパルドン                               | フランス                         |
| Milh Hadha al-Bahr (Salt Of This Sea)           | アンマリー・ジャシル                                 | パレスチナ ベルギー フランス 他  |
| よそ者 Los Bastardos                            | アマト・エスカランテ                                 | メキシコ フランス アメリカ合衆国 |
| ホルテンさんのはじめての冒険 O'Horten           | ベント・ハーメル                                     | ノルウェー                       |
| 停車 Parking                                    | 鐘孟宏                                               | 台湾                             |
| Soi Cowboy                                      | トーマス・クレイ                                     | タイ イギリス                    |
| TOKYO! Tokyo !                                  | ミシェル・ゴンドリー レオス・カラックス ポン・ジュノ | フランス 日本 ドイツ 韓国        |
| トウキョウソナタ Tokyo Sonata                   | 黒沢清                                               | 日本                             |
| トルパン Tulpan                                 | セルゲイ・ドボルツェボイ                             | カザフスタン                     |
| Tyson                                           | ジェームズ・トバック                                 | アメリカ合衆国                   |
| Versailles                                      | ピエール・ショレール                                 | フランス                         |
| Wendy and Lucy                                  | ケリー・ライカート                                   | アメリカ合衆国                   |
| クラウド9 Wolke 9                               | アンドレアス・ドレーゼン                             | ドイツ                           |
| 一半海水．一半火焰 (Ocean Flame)                | 劉奮斗                                               | 香港                             |

### 特別招待作品
- 『インディ・ジョーンズ/クリスタル・スカルの王国』 - スティーヴン・スピルバーグ（アメリカ）
- 『カンフー・パンダ』 - ジョン・スティーヴンソン、マーク・オズボーン（アメリカ）
- 『グッド・バッド・ウィアード』 - キム・ジウン（韓国）
- 『それでも恋するバルセロナ』 - ウディ・アレン（アメリカ・スペイン）